# Участок (телепередача)
«Участок» — общественно-правовое ток-шоу, выходившие на «Первом канале» с 22 сентября 2009 по 20 августа 2010 года. Проект разрабатывался совместно с МВД России. Ведущая — актриса Анастасия Мельникова, известная по сериалу «Улицы разбитых фонарей». Первые выпуски программы выходили со вторника по четверг в 20:00, с 19 октября 2009 года передача выходила по будням в 12:20 или в 13:00.

## Происхождение названия и запуск
По словам тележурналиста Эльхана Мирзоева, тогда работавшего на «Первом канале», летом 2008 года к Константину Эрнсту с предложением запустить ток-шоу на милицейскую тематику приходил тогдашний министр внутренних дел Рашид Нургалиев. Концепцию программы разрабатывал другой журналист с того же телеканала, который пришёл туда почти одновременно с Мирзоевым — Олег Пташкин (он же являлся её шеф-редактором). По его задумке, первоначально концепция была следующей: люди, столкнувшиеся с криминалом или же с нарушением прав, попавшие в сложные юридические ситуации, должны были рассказывать в студии о своих проблемах. Пострадавшим должны были помогать приглашённые эксперты, которые давали бы им советы и юридические комментарии: юристы, адвокаты, правозащитники, чиновники из силовых структур, общественные деятели, представители милиции, СКП, ФСБ, психологи. 
Первоначально программу хотели назвать «Право народа». Но руководитель Студии спецпроектов «Первого канала» Наталья Никонова быстро заменила название на «Участок», очевидно, по аналогии с некогда популярным сериалом с Сергеем Безруковым в главной роли, шедшем на том же канале.

## О программе
«Эта программа совершенно необходима. Я 15 лет снималась в сериале со схожей тематикой, но многие случаи, рассказанные на съёмках, стали для меня настоящим открытием. Когда обычный человек попадает в сложную ситуацию, он чаще всего находится в состоянии шока и растерянности и не знает, что ему делать. В этом проекте нам рассказывают, как предотвратить ту или иную беду или неприятность. А если все-таки с вами что-то случилось – объяснят, как действовать дальше. Ведь многих несчастий можно избежать, если вовремя предпринять верные шаги. Я искренне верю, что наша программа поможет людям уберечься от ошибок в критических ситуациях и найти из них выход».— Анастасия Мельникова
Из передачи «Участок» зрители должны были узнать, что многие убеждения относительно правовых вопросов — всего лишь мифы или стереотипы. За одну программу обсуждалось от 3 до 5 ситуаций, связанных с темой выпуска. Героями передачи могли быть и обычные люди, и знаменитости. В студии, помимо потерпевших, находились их близкие, свидетели, чьи действия оценивали эксперты-криминалисты, социальные работники, психологи. Каждый выпуск включал в себя краткие сюжеты, снятые на местах преступлений, игровые эпизоды-реконструкции и реальную оперативную хронику.
Передача завершалась рубрикой «Советы „Участка“»: на экране в качестве итога отображались пять коротких правил поведения в определённой ситуации (текст читал Юрий Деркач).

## Цензура
Эльхан Мирзоев, работавший над программой во время запуска, рассказывал в своей книге «Мои останкинские сны и субъективные мысли» о том, что неоднократно сталкивался с цензурой и нежеланием руководства канала ставить в эфир выпуски передачи на некоторые остросоциальные темы. Среди прочего, не были поддержаны темы «Цыгане», «Телефонный терроризм», «История Евгения Новожилова, сотрудника Радио Свобода». 
Также он подтвердил, что у сотрудников Студии спецпроектов «Первого канала» имелась большая база тем для передачи, но все они носили достаточно примитивный характер: «Вы ехали в троллейбусе, а Вас ограбили», «В метро украли Вашу сумочку», «Вечером у подъезда хотят насильно отнять Ваше имущество», «Кто-то хочет напасть на Вас в общественном транспорте» и другие.

## Критика
Программа также вызвала негативные отзывы среди телезрителей и критиков. Автор сайта «Каспаров.ру» Юрий Гладыш в своей статье отзывался о передаче следующим образом:

«...Идея передачи, в которой „умные люди“ советовали бы доверчивым телезрителям, как поступать в той или иной затруднительной ситуации, стара как мир. Кажется, подобные передачи появлялись ещё на том же советском телевидении. Вероятно, они будут появляться и впредь. Успех здесь возможен лишь при соблюдении двух условий. Совет „умного человека“ должен быть действительно оригинальным, или, как сейчас говорят, эксклюзивным. А ситуация, по поводу которой дается этот совет, должна быть по-настоящему нестандартной, возникшей, что называется, на днях и ещё не имеющей привычных решений. Однако ведущая программы Анастасия Мельникова и ее гости не стали соблюдать этих очевидных условий. В качестве примеров они взяли хорошо известные в обществе ситуации, а для их разрешения предлагали набор очевидных банальностей.
Например, в первой передаче цикла разговор шёл о телефонных аферистах, которые путём шантажа и угроз выманивают деньги у людей, чьи близкие якобы попали в беду. Чтобы избежать этой ситуации, гости программы посоветовали телезрителям поскорее связаться со своими родственниками и узнать, действительно ли они попали в какую-то переделку. Нечего сказать, дельный совет! Сами мы никогда бы не додумались...».